# Anopheles colledgei
Anopheles colledgei är en tvåvingeart som beskrevs av E. Sydney Marks 1956. Anopheles colledgei ingår i släktet Anopheles och familjen stickmyggor. Inga underarter finns listade i Catalogue of Life.